# Operacija Grom (1965.)
Operacija Grom (eng. Thunderball) je četvrti film iz serijala o  Jamesu Bondu iz 1965., i četvrti sa  Seanom Conneryjem u ulozi agenta MI6. Film prati Bondove napore da pronađe dvije NATO-ove ukradene nuklearne bombe koje je ukrala teroristička organizacija SPECTRE koja traži 100 milijuna dolara otkupnine da ne unište London i Miami. Potraga Bonda vodi na  Bahame, gdje pronalazi Emilia Largoa, drugog čovjeka SPECTRE-e. Uz pomoć CIA-e i Largove ljubavnice, Bondova potraga kulminira u podvodnoj bitci s Largovim roniocima. Iako neki smatraju Goldfinger (1964.) najboljim 007 filmom, Operacija Grom je najgledaniji, s gotovo 140 milijuna plaćenih ulaznica, dok je Goldfinger drugi najgledaniji, s oko 130 milijuna prodanih ulaznica.

## Produkcija
Zamišljen kao prvi film o  Jamesu Bondu, Operacija Grom bila je predmet kompliciranih pravnih bitki od 1961. do danas. Bivši suradnici  Iana Fleminga, Kevin McClory i Jack Whittingham tužili su ga 1961., ubrzo nakon objavljivanja romana Operacija Grom, tvrdeći da ga je napisao po uzoru na scenarij koji je trio prije napisao za propali filmski projekt o Jamesu Bondu. Nagodba je postignuta izvan suda; McClory je zadržao dio prava na priču romana, radnju i likove. Do tada je James Bond već bio uspjeh na box-officeu, a producenti serijala Broccoli i Saltzman bojali su se da će im protivnik McClory izmaknuti kontroli; dogovorili su se da će McCloryja potpisati kao producenta, dok će njih dvojica ostati izvršni producenti.
Prema montažeru Peteru Huntu, objavljivanje Operacije Grom odgođeno je, s listopada na prosinac 1965., jer je trajao predugo; četiri i pol sata, prema časopisu Variety. Dvadeset godina poslije, 20. studenog 2005., većina preživjelih glumaca i ekipe skupilo se u Londonu na specijalnom prikazivanju povodom 40. godišnjice.

### Filmske lokacije
- Pariz, Francuska
- Chalfont Park, Buckinghamshire, Ujedinjeno Kraljevstvo
- London, Ujedinjeno Kraljevstvo
- Miami, Florida, SAD
- Nassau, Bahami

### Lokacije snimanja
Sniman na Bahamima, Operacija Grom poznata je po podvodnim akcijskim scenama što je uvelike populariziralo ronjenje kao rekreacijski sport. U Nassauu, tijekom zadnjih dana snimanja, supervizor specijalnih efekata John Stears upotrijebio je eksperimentalno raketno gorivo kako bi podigao u zrak Largovu jahtu, Disco Volante. Ignorirajući stvarnu snagu eteričnog goriva, Stears je natopio cijelu jahtu gorivom, sklonio se, i digao brod u zrak. Rezultat je bila snažna eksplozija koja je razbila prozore u Bay Streetu u Nassauu udaljenom otprilike 30 milja.
- Pinewood Studios, Buckinghamshire
- Chateu d'Anet, blizu Dreuxa, Francuska
- Pariz, Francuska
- Trkalište u Silverstoneu
- Nassau, Bahami
- Miami, SAD

## Radnja
Film počinje s  Jamesom Bondom na pokopu pukovnika Jacquesa Bouvarda, vodećeg agenta SPECTRE-e, koji je ubio dvojicu britanskih agenata, njegovih kolega. Nakon pokopa, Bond primjećuje kako pukovnikova udovica sama otvara automobilski prozor (nešto što žene ne rade); zapravo, "ona" je prerušeni Bouvard. Slijedeći je do njezina dvorca, Bond se suprotstavlja Bouvardu i ubija ga, zatim bježi prema svojem Aston Martinu DB5, parkiranom ispred dvorca.
Ubivši Bouvarda, M šalje Bonda u kliniku kako bi se oporavio. Dok ga masira Patricia Fearing, Bond nailazi na Counta Lippea, lukavog čovjeka s kriminalnom tetovažom na lijevom zglobu. Sumnjičavi Bond ga počinje slijediti do njegove sobe, ali ga ugleda Lippeov susjed iz klinike koji je tu radi plastične operacije.
Kasnije, Lippe pokušava ubiti Bonda strojem za istezanje kostiju, ali Bonda spašava Patricia Fearing. Bond se osvećuje Lippeu bacivši ga u vruću kadu, iako je Count preživio. Okolnosti postaju još čudnije nakon što je Bond pronašao bandažiranog čovjeka, nakon čega preživljava drugi pokušaj ubojstva.
Mrtvi čovjek je Francois Derval,  franacuski pilot iz NATO-a koji je bio član ekipe bombardera Avro Vulcan koji je nosio dvije nuklearne bombe. Zamijenio ga je SPECTRE-in čovjek Angelo, koji se podvrgnuo plastičnoj operaciji kako bi izgledao kao Derval. U avionu je plinom otrovao posadu, promijenio kurs i spustio ga u bahamsko more, u plićak. U međuvremenu, pilot otmičar Angelo, ostaje pod vodom ne mogavši se osloboditi iz svog sjedala. Konačno, Emilio Largo, Broj Dva SPECTRE-e, ubija Angela prerezavši mu dovod zraka i ukrade nuklearne bombe. Largo je htio Angela mrtvog jer je tražio više novca prijeteći kako će sabotirati otmicu.
Kriza s otmicom bombi okuplja Bonda i sve druge 00 agente u Whitehallu, u Londonu. Na putu prema tamo, Count Lippe progoni Bonda pucajući na njega; Bond je taman htio aktivirati oružja u automobilu kad motociklist ispaljuje projektil koji ubija Lippea. Broj Jedan, čelnik SPECTRE-e, naredio je Lippeovo ubojstvo jer nije predvidio Angelovu izdajničku potražnju za više novca.
Bond prisustvuje sastanku na kojem se nalaze svi ostali 00 agenti u Europi (iako se jasno vidi samo lice agenta 008). M zadužuje Bonda da ode u  Kanadu, ali, s fotografije, Bond prepoznaje NATO-ova pilota izviđača, mrtvaca iz klinike. Kako je pilotova sestra, Domino Derval (Claudine Auger), u Nassauu, M ga šalje tamo, kako bi je istražio. Ispostavlja se da je ona Largova ljubavnica. Bond prilazi Largovom sjedištu roneći.
Još jedna djevojka koja se pojavljuje na filmu, ali ne i u romanu, je Fiona Volpe. Ona je SPECTRE-ina plaćena ubojica zaslužna za zamjenu Dervala Angelom, i ubojstvo Counta Lippea. Pokušava ubiti i Bonda nakon sastanka s Largom u Nassauu. Kasnije, hvatajući odbjeglog Bonda, pogođena je u leđa metkom koji je bio namijenjen Bondu dok je plesala s njim u lokalnom noćnom klubu na proslavi Junkanooa; Bond je ostavlja mrtvu na stolu, pitajući: "Može li moja prijateljica sjesti? Mrtva je umorna."
U Nassauu, Bond i CIA-in agent Felix Leiter traže Vulcan helikopterom, našavši ga konačno pod vodom, zajedno s truplima članova posade i Angelom koji se pretvarao da je NATO-ov pilot izvidnik. Nakon toga, Bond kaže Domino da joj je Largo ubio brata, tražeći da mu pomogne u potrazi za nuklearnim bombama. Ona kaže Bondu gdje će i kako zamijeniti SPECTRE-ina agenta na misiji s Largom, koji će izvući bombe podmornicom. Tada Bond (obučen u ronilačko odijelo jednog od Largovih ljudi) otkriva Largov plan o detoniranju bombi na Miami.
Nakon što su prenijeli bombe u špilju gdje će biti privremeno smještene, Largo otkriva Bondov pravi identitet. Nakon podvodne borbe s Largovim ljudima u špilji s bombama, u kojoj je Bond jedva pobjegao, Leiter spašava Bonda. Bond kaže Leiteru gdje se nalaze bombe i da Largo planira napasti Miami; Leiter naređuje postrojbi američke mornarice da se obračunaju s Largovim roniocima. Bond se pridružuje obračunu, ubivši više SPECTRE-inih ronioca visoko tehnološkim oružjima na podmornici te svojim noževima i rukama. Iznenadna pojava morskih pasa prisiljava suprotstavljene strane da se udruže protiv zajedničkog neprijatelja; preostali SPECTRE-ini ronioci se predaju.
Nakon završetka bitke, Largo bježi na Disco Volante, na kojem se nalazi još jedna bomba; Bond ga slijedi i ušulja se na brod. U jahti, tokom njihovog šakačkog obračuna, Largo uspijeva podići ruku i umalo uspijeva upucati Bonda, ali ga Domino pogađa kopljem u leđa. Zaključavši umirućeg Larga u nekontroliranoj jahti, Bond i Domino skaču s broda koji počinje juriti okolo te na kraju eksplodira. Bonda i Domino spašava američki avion.

## Vozila i naprave
U uvodnoj sekvenci Operacije Grom ponovno se pojavljuje Aston Martin DB5 (koji se prvi put pojavio u Goldfingeru) naoružan vodenim topom samo trenutak poslije nakon što je Bond sletio raketnim opasačem ("Bell Rocket Belt" koji je razvio Bell Aircraft Corporation). Bond ga upotrebljava kako bi pobjegao iz dvorca.
Q je opremio Bonda napravama koje on upotrebljava kroz priču. Oprema uključuje kapsulu koja emitira signal kojim se može pratiti agent na terenu, ronilački sat i podvodnu infracrvenu kameru, podvodnu pušku i podvodni motor koji pomaže roniocima da se kreću brže nego drugi ronioci.
Konačno, Bond ima mali uređaj za disanje s dva cilindra postavljena s obje strane, koji omogućuje korisniku da diše nekoliko minuta ispod vode.
Kad je Operacija Grom premijerno prikazana, vladala je konfuzija da li takav uređaj uopće postoji; većina Bondovih naprava, iako ne postoje, izrađene su po uzoru na stvarne tehnologije. U stvarnom svijetu, takav uređaj ne bi mogao biti tako malen, jer ne ni imao prostora za komore s kisikom. Osim toga, standardne boce s kisikom ispuštaju mjehuriće dok se diše, dok ovaj uređaj u filmu to ne radi. Bez obzira na to, takva naprava pojavila se u filmu Umri drugi dan (2002.).

## Kontroverze
Izvori materijala za ovaj film dugo vremena bili su predmet kontroverzi. Originalni roman Operacija Grom napisao je Ian Fleming, a temeljio ga je na scenariju za televiziju. Fleming je napisao scenarij, a kasnije mu je nekoliko drugih scenarista pomoglo da razvije, proširi i preradi priču; od toga nije ispalo ništa, a Fleming je prema tom scenariju napisao deveti roman o Jamesu Bondu. Kasnije je Fleming optužen za plagijatorstvo od strane Kevina McCloryja; nagodio se izvan suda 1963.
Kasnije, 1964., producenti Albert R. Broccoli i Harry Saltzman nagodili su se s Kevinom McCloryjem oko filmske adaptacije romana. Kao i većina filmova o Jamesu Bondu, promoviran je pod etiketom 'Ian Fleming's Thunderball'; međutim, scenarij su potpisali Richard Maibaum i John Hopkins, ali su isto tako stajali dodaci temeljeno na originalnom scenariju Jacka Whittinghama i temeljeno na originalnoj priči Kevina McCloryja, Jacka Whittinghama i Iana Fleminga.
Do danas, Operacija Grom dvaput je adaptirana za kino, iako su daljnje adaptacije izazivale sudske tužbe. 1983. McClory je producirao neslužbeni remake nazvan Nikad ne reci nikad, sa Seanom Conneryjem u ulozi Jamesa Bonda.

## Glumci
- Sean Connery - James Bond
- Claudine Auger - Dominique 'Domino' Derval
- Adolfo Celi - Emilio Largo
- Luciana Paluzzi - Fiona Volpe
- Bernard Lee - M
- Lois Maxwell - Gđica. Monepenny
- Desmond Llewelyn - Q
- Rik Van Nutter - Felix Leiter
- Guy Doleman - Count Lippe
- Paul Stassino - Francois Derval/Angelo Palazzi
- Phillip Stocke - Vargas
- George Pravda - Ladislav Kutze
- Martine Beswick - Paula Caplan
- Molly Peters - Patricia Fearling
- Maryse Guy Mitsuoko - Mademoiselle La Porte
- Anthony Dawson - Ernst Stavro Blofeld
- Earl Cameron - Pinder Romania

## Vanjske poveznice
- Operacija Grom u internetskoj bazi filmova IMDb-a
- Operacija Grom na Rotten Tomatoes
- Operacija Grom na Box Office Mojo
- Official James Bond website
- MGM's official site for Thunderball
- Universal Export's entry on Thunderball
- Thunderball Overview on The Ultimate James Bond Community  Arhivirana inačica izvorne stranice od 12. siječnja 2007. (Wayback Machine)
- Production notes for Thunderball — MI6.co.uk  Arhivirana inačica izvorne stranice od 18. prosinca 2007. (Wayback Machine)
- Thunderball — The Bond Film Informant  Arhivirana inačica izvorne stranice od 15. srpnja 2007. (Wayback Machine)
- "McClory, Sony and Bond: A History Lesson — Universal Exports
- Thunderball obsessional; a website devoted to all things, Thunderball  Arhivirana inačica izvorne stranice od 7. kolovoza 2006. (Wayback Machine)